# Chelonoidis nigra
Espèce
Synonymes
- Testudo nigra Quoy & Gaimard, 1824
- Geochelone nigra (Quoy & Gaimard, 1824)
- Testudo galapagoensis Baur, 1889

Statut de conservation UICN

EX : Éteint
Statut CITES
Chelonoidis nigra est une espèce éteinte à l’état sauvage de tortues de la famille des Testudinidae.

## Répartition

Distribution des tortues géantes des Galapagos

Cette espèce était endémique de l'île Floreana aux Galápagos.

## Taxinomie
Elle fait partie du complexe d'espèces des tortues géantes des Galapagos. Elle est parfois considérée comme la sous-espèce type de Chelonoidis nigra au sens large qui englobe les dix espèces des Chelonoidis des Galápagos.

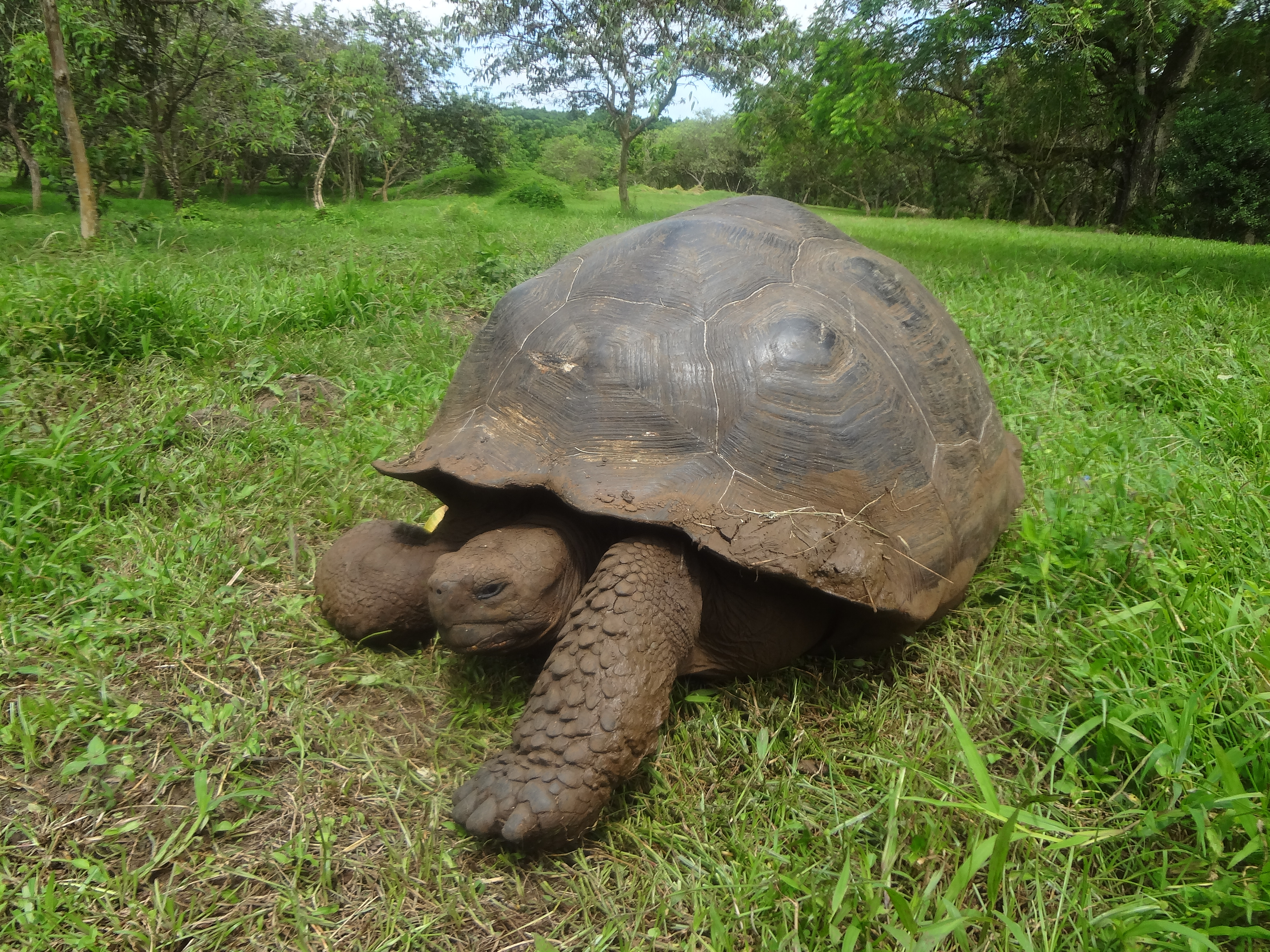
(Chelonoidis nigra) El Chato Reserve, Santa Cruz Galapagos
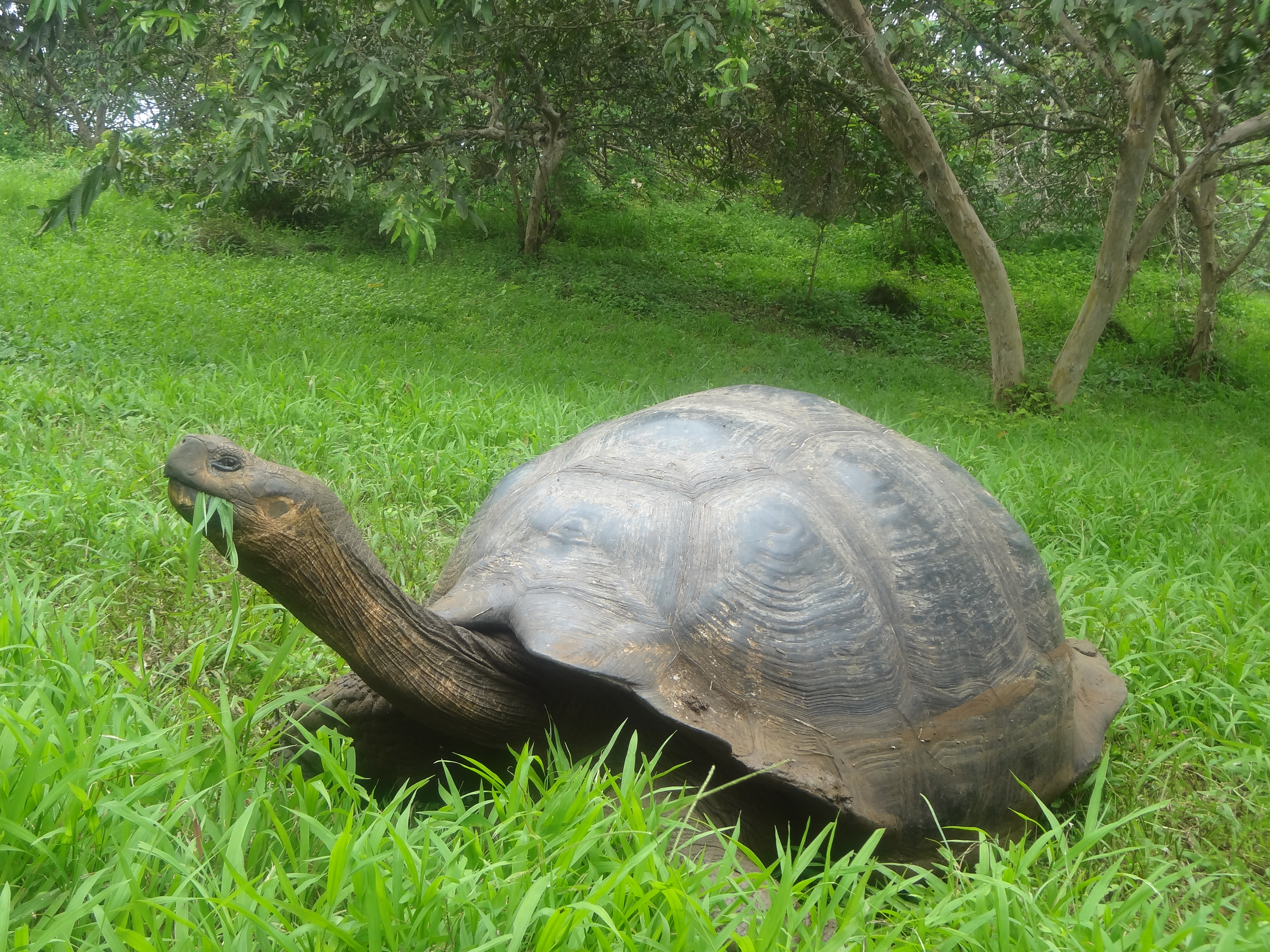
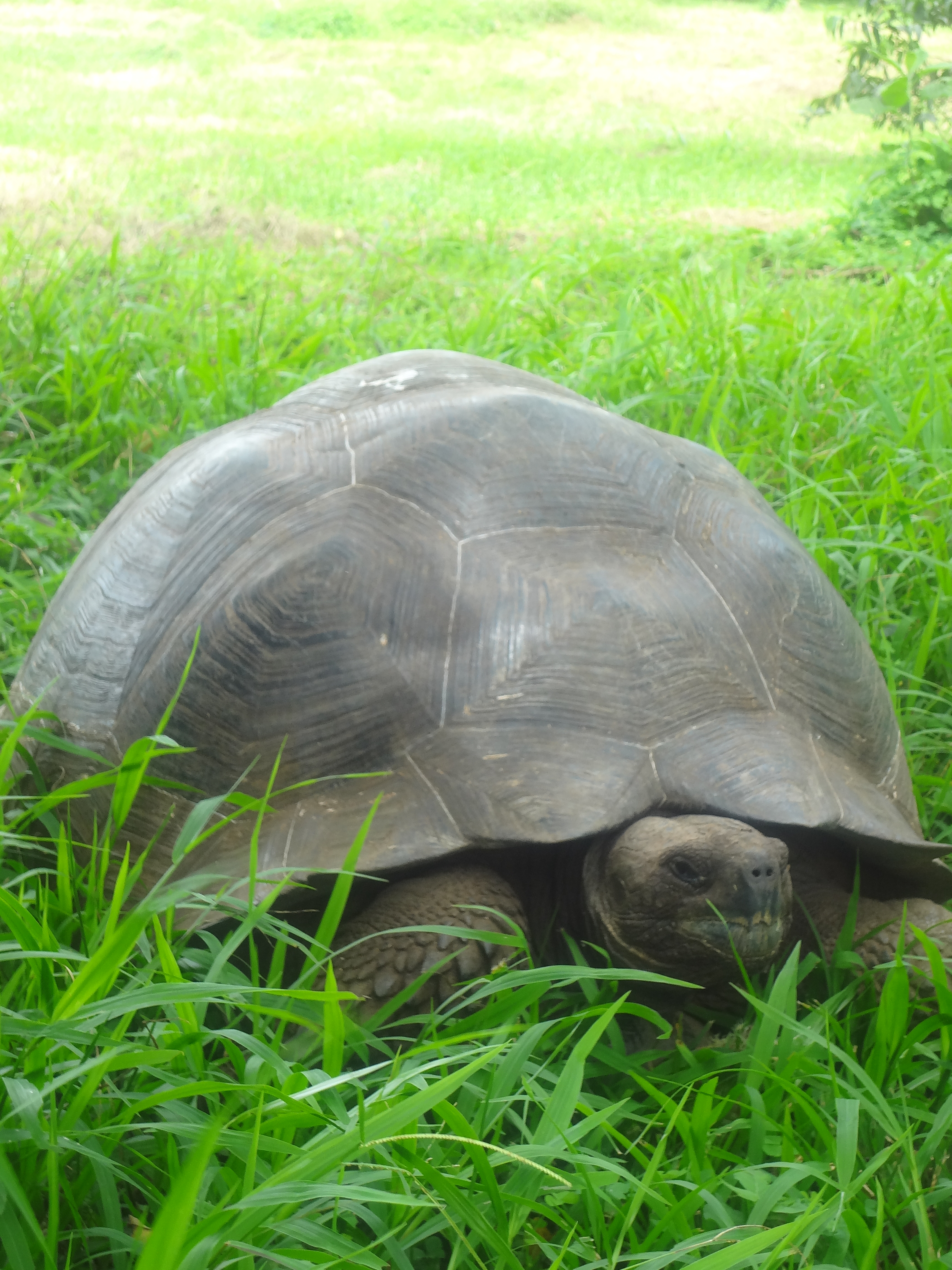

## Publication originale
- Quoy & Gaimard, 1824 : Sous-genre Tortue de Terre–Testudo Brongn. Tortue Noire–Testudo nigra N. Voyage Autour du Monde, Entrepris par le ministère et conformément aux instructions de s. exc. M. le Vicomte du Bouchage, Secrétaire d’etat au Department de la Marine, Exécuté sur les corvettes de S.M. l’Uranie et la Physicienne, pendant les années 1817–1820. Zoologie. Paris, p. 174–175.